# Garry Marshall
Garry Kent Marshall (13 noiembrie 1934 – 19 iulie 2016) a fost regizor, producător, scenarist și actor de film, de televiziune și voce american. 
Garry Marshall este cel mai bine cunoscut publicului larg pentru crearea show-ului Happy Days și a numeroaselor sale variante, adaptarea cunoscutei piese de teatru en  The Odd Couple de Neil Simon (1965) în seria omonimă de en  televiziune și apoi ca regizor al filmelor de succes Pretty Woman, Beaches, Runaway Bride, Valentine's Day, New Year's Eve, Mother's Day, The Princess Diaries și The Princess Diaries 2: Royal Engagement.

## Biografie

### Primii ani
Garry Kent Marshall s-a născut în The Bronx, statul New York, la 13 noiembrie 1934, ca fiu al lui Anthony "Tony" Masciarelli (ulterior Anthony Wallace Marshall; 1906–1999), regizor și scenarist de en  filme industriale și Marjorie Irene (născută Ward; 1908–1983), profesoară de tap dance la propria sa școală privată. Garry era fratele mai mare al actriței și regizoarei Penny Marshall și al lui Ronny Marshall Hallin, producător de televiziune.
Familia sa era de descendență europeană mixtă. Tatăl era de origine italiană, familia sa extinsă provenind din San Martino sulla Marrucina, Chieti, Abruzzo, iar mama sa era de descendență germană, engleză și scoțiană. Tatăl său și-a schimbat numele de familie din Masciarelli în Marshall înainte de nașterea lui Garry, primul născut al familiei.

## Legături externe
- Site web oficial
- Garry Marshall la Internet Movie Database
- en Garry Marshall la Internet Broadway Database
- Garry Marshall la TCM Movie Database